# 梶栗鄉台地站
梶栗鄉台地站（日语：／ Kajikuri-Gōdaichi eki */?）是位於山口縣下關市綾羅木新町三丁目，西日本旅客鐵道（JR西日本）的山陰本線車站。

## 概要
在1935年（昭和10年）10月1日，國有鐵道曾經開設梶栗站（日语：／），在山陰本線安岡站至綾羅木站之間中間位置。但是，由於爆發太平洋戰爭，使限制了燃料使用，山陰本線上不可再使用柴油列車。在1941年（昭和16年）8月10日廢止。
隨後進行平成期代，在綾羅木站北部至新下關站之間的川中地區開始開發新市鎮，使開發住宅區。在約67年後車站再次復活，於2008年3月15日啟用。但是，新車站位置與舊站有所相異。在決定興建車站時，車站暫時名稱使用舊車站名稱「梶栗站」。而車站正式名稱使用了舊站名「梶栗」，另外加入車站周邊地名「鄉台地」（來自綾羅木鄉遺蹟），成為「梶栗鄉台地站」。

## 歷史
- 2008年（平成20年）3月15日 - 車站啟用。

## 車站構造

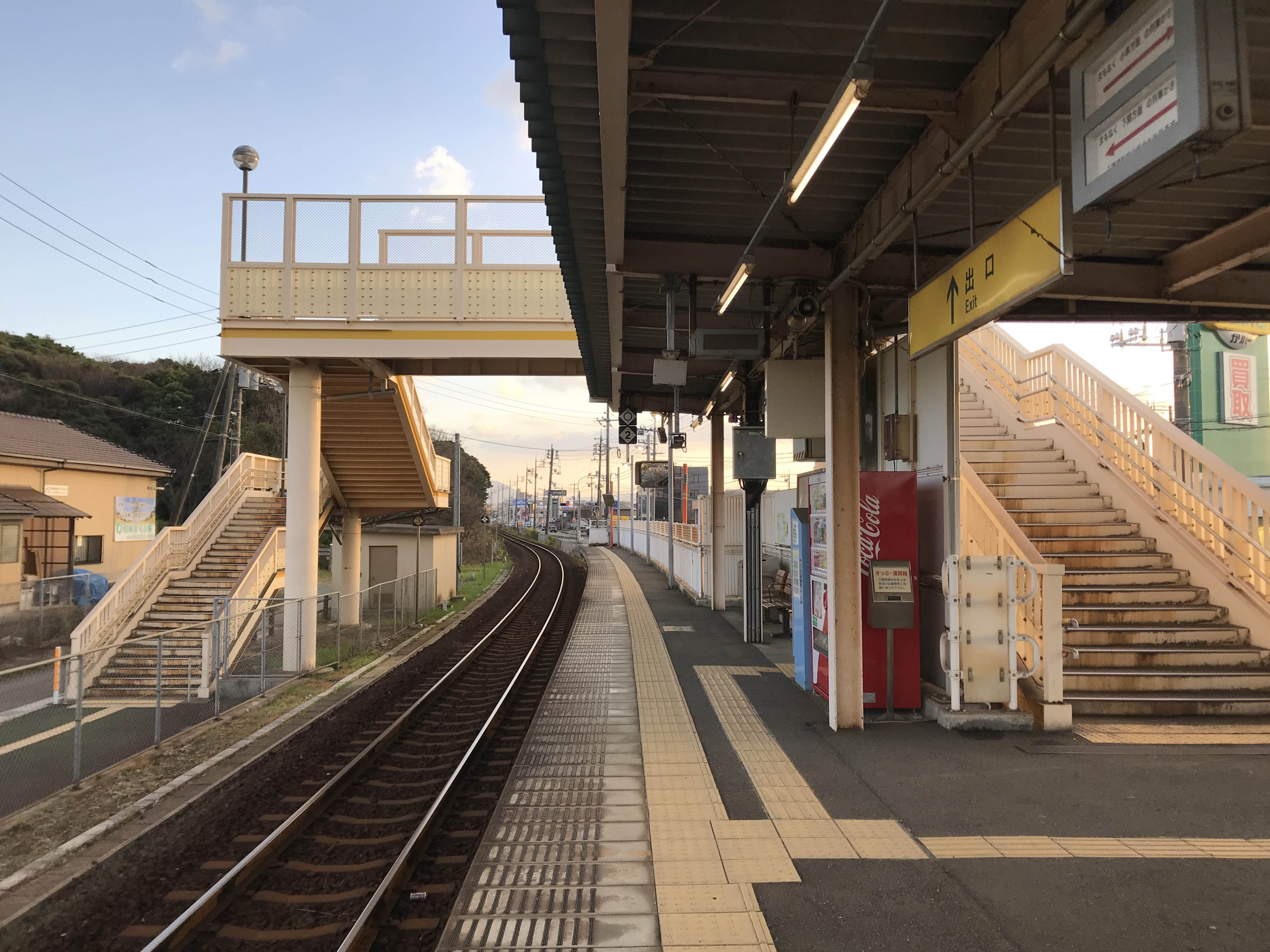
月台(2018年12月)

本站是地面車站，設有1面1線的單式月台，幡生方向的列車會開啟右邊車門。下關方向和小串方向的列車使用同一月台。本站是由下關地域鐵道部管理的無人車站。在月台上設有自動售票機。在月台對面（車站東邊）設有站前廣場，在月台設有跨線橋連接東邊。

## 使用狀況
以下為近年1日平均乘車人次列表：
| 乘車人次變化 | 乘車人次變化    |
| 年度         | 1日平均乘車人次 |
| ------------ | --------------- |
| 2008         | 341             |
| 2009         | 398             |
| 2010         | 404             |
| 2011         | 412             |
| 2012         | 413             |
| 2013         | 425             |
| 2014         | 408             |
| 2015         | 404             |
| 2016         | 382             |
| 2017         | 364             |
| 2018         | 362             |

## 車站周邊
車站位於川中地區和安岡地區中間，在車站西邊設有國道191號，與山陰本線並行。在車站東邊設有大型田地，車站北邊和西邊設有新興住宅區。車站東南方設有綾羅木鄉遺蹟公園和下關市考古博物館。
- 超市Merck綾羅木
- THE·BIG（日语：ザ・ビッグ）安岡店（前吉之島安岡店）
- 下關北運動公園 - 下關球場（日语：下関球場）
- Joyfull（日语：ジョイフル）綾羅木店

## 相鄰車站
西日本旅客鐵道
■山陰本線
安岡－梶栗郷台地－綾羅木

## 注腳
1. ↑  JR西日本廣島分社新聞 2006年11月2日
2. ↑  .   [2007年9月27日]. （原始内容存档于2007年9月27日）.
3. ↑  山口縣統計年鑑

## 外部連結
- 梶栗鄉台地｜車站資訊：JR出門網 - 西日本旅客鐵道